# Dekorativní umění

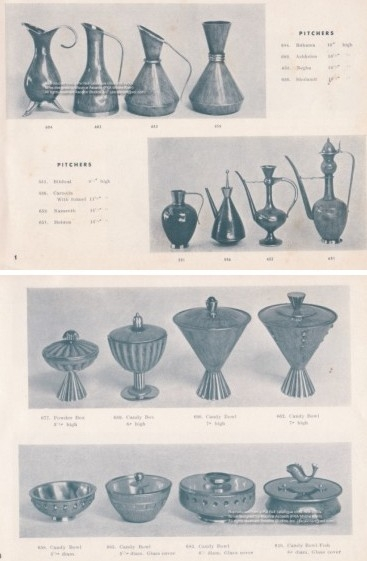
Maurice Ascalon a jeho nádoby ve stylu art deco

Dekorativní umění je umění, které je určeno především k dekoraci, neboli výzdobě a spojuje v sobě ornament a funkčnost. Dekorativní umění pracuje s rozličnými materiály jako jsou keramika, dřevo, sklo, kov, textil, štuk nebo kámen, obzvláště drahokam. Uplatňuje se od architektury interiérů (např. tapety) přes nábytek až po předměty denní potřeby.

## Historie
Náznaky dekorativního umění se objevily už v období secese jako ozdobné prvky ve formě zvlněných linií, květin nebo listů. Následně pronikaly do architektury, sochařství, malířství a výroby předmětů a doplňků pro denní potřebu. V dekorativním umění se projevil i vliv kubismu.
Ve 20. a 30. letech 20. století se tento dekorativní styl uplatnil i v průmyslu a řemeslné výrobě a jeho představitelem je art deco. Velký vliv na jeho rozšíření měla Mezinárodní výstava moderní uměleckoprůmyslové výroby v Paříži v roce 1925.
Českými představiteli tohoto stylu jsou např. malíři Jakub Obrovský, Lojza Baránek, Martin Patřičný nebo František Peterka.

## Charakteristika
Dekorativní umění je často odlišné od tzv. krásných umění (tj. malba, kresba, fotografie nebo sochařství) a od užitého umění (jako je móda nebo design). Rozdíl mezi dekorativním a výtvarným uměním je založen především na funkčnosti, záměru, významu a postavení díla nebo výrobku.

## Muzea
- Musée des arts décoratifs a Musée d'Orsay v Paříži
- Philadelphia Museum of Art ve Filadelfii
- Victoria and Albert Museum v Londýně
- Uměleckoprůmyslové museum v Praze
- Uměleckoprůmyslové muzeum v Brně
- Uměleckoprůmyslové muzeum ve Vídni

## Školy
- École nationale supérieure des arts décoratifs v Paříži
- Vysoká škola uměleckoprůmyslová v Praze